# Jérôme-Eugène Coggia
| (96) Aegle     | 17. Februar 1868 |
| (187) Lamberta | 11. April 1878   |
| (193) Ambrosia | 28. Februar 1879 |
| (217) Eudora   | 30. August 1880  |
| (444) Gyptis   | 31. März 1899    |

Jérôme-Eugène Coggia (* 18. Februar 1849 in Ajaccio, auf Korsika; † 15. Januar 1919) war ein französischer Astronom.
Coggia arbeitete von 1866 bis 1917 am Observatorium von Marseille, wo er mehrere Kometen entdeckte, darunter den hellen C/1874 H1 (Coggia), sowie fünf Asteroiden.
Er erhielt für seine astronomische Arbeit den Lalande-Preis der Französischen Akademie der Wissenschaften. Am 24. August 2023 wurde ein Asteroid nach ihm benannt: (227147) Coggiajérôme.